# Pagamea thyrsiflora
Pagamea thyrsiflora är en måreväxtart som beskrevs av Richard Spruce och George Bentham. Pagamea thyrsiflora ingår i släktet Pagamea och familjen måreväxter. Inga underarter finns listade i Catalogue of Life.